# Söder-Mossatjärnen
Söder-Mossatjärnen är en sjö i Älvdalens kommun i Dalarna och ingår i Dalälvens huvudavrinningsområde.